# Semiahmoo Indian Reserve
Semiahmoo Indian Reserve är ett reservat i Kanada.   Det ligger i provinsen British Columbia, i den södra delen av landet, 3 500 km väster om huvudstaden Ottawa.
Runt Semiahmoo Indian Reserve är det ganska tätbefolkat, med 100 invånare per kvadratkilometer.